# Zapya
Zapya (em Chinês: Kuai Ya/快牙), é um aplicativo de compartilhamento de arquivos peer-to-peer, criado por Wang Xiao Dong, Steve Gu e Shanping. Foi lançado na China, mais tarde espalhou-se por países vizinhos como, Myanmar, Paquistão e Índia. Atualmente o aplicativo encontra-se disponível em vários sistemas operacionais .